# Hanna von Pestalozza
Hanna Gräfin von Pestalozza (eigentlich Brunhilde Gräfin von Schlippenbach; * 23. Dezember 1877 in Kissingen; † 15. Juli 1963 in Groß Glienicke) war eine deutsche Schriftstellerin. Sie publizierte unter ihrem Geburtsnamen.

## Leben
Pestalozza promovierte 1921 mit einem historischen Rückblick auf die Koedukation der Geschlechter in Deutschland. Sie trat für die Selbstbestimmtheit der Frau ein, damals auch Selbstheit genannt. Ihr Schulbuch Geschichtserzählungen erlebte viele Auflagen.
Von 1930 bis 1935 wurde sie von der Deutschen Schillerstiftung finanziell gefördert. Im Februar 1936 unterzeichnete sie einen kirchenpolitischen Aufruf der Theologen August Schowalter und Georg Stuhlfauth um „die evangelische Kirche wieder als Volkskirche zu erneuern und zu erweitern und den kämpfenden Parteien die Einigung zu ermöglichen.“
Nach Kriegsende wurde ihre Schrift Ich will dienen (1935) in der Sowjetischen Besatzungszone auf die Liste der auszusondernden Literatur gesetzt.
In Groß Glienicke ist eine Grundschule nach ihr benannt.

## Schriften
- Ihre Seele. In: Kaufhaus N. Israel, Berlin: Album 1913. Die Frau im Jahrhundert der Energie. (Elsner) Berlin 1912.
- Die Grenzen der Erziehung. Beyer & Söhne, Langensalza 1919
- Doktorarbeit: Der Streit um die Koedukation in den letzten 30 Jahren in Deutschland. Beyer & Mann, Langensalza 1921
- Erziehung und Berufswahl. Langensalza. Beyer. 1921
- mit Theodor Steudel: Geschichtserzählungen für die Unterstufe. Teubner Verlag, Leipzig / Berlin 1926 (Band 1 von Teubners Geschichtliches Unterrichtswerk.)
- Augustin und Monika: Die Geschichte von Mutter und Sohn. Kulturgeschichtliche Novelle. Darmstadt. E. Hofmann. 1930
- Selbst ist – die Frau. In: Berliner Tageblatt (Sonntags-Ausgabe), 5. Februar 1933, S. 16
- Ich will dienen. Eine Frau erfährt und bekennt deutsche Schicksalsfülle. Runge, Berlin-Neutempelhof 1935
- Alte Mutter. Briefe. Berlin 1938